# Stuart Kennedy
Stuart Kennedy (Grangemouth, 31 maggio 1953) è un ex calciatore scozzese, di ruolo difensore.

## Carriera

### Nazionale
Con la nazionale scozzese ha preso parte ai Mondiali 1978.

## Palmarès

### Club

#### Competizioni nazionali
- Campionato scozzese: 1

Aberdeen: 1979-1980
- Coppa di Scozia: 2

Aberdeen: 1981-1982, 1982-1983
- Coppa di Lega scozzese: 1

Aberdeen: 1976-1977

#### Competizioni internazionali
- Coppa delle Coppe: 1

Aberdeen: 1982-1983